# Frida Hyvönen Gives You: Music from the Dance Performance Pudel
Frida Hyvönen Gives You: Music from the Dance Performance Pudel är Frida Hyvönens andra studioalbum. Musiken på albumet skrevs för Dorte Olesens dansföreställning "Pudel". Skivan blev därmed den första i en serie som kommer att gå under namnet "Frida Hyvönen gives you". Albumet kom på en femteplats på musiksajten Digfis lista över 2007 år bästa skivor. 

## Låtlista
1. "Intro"
2. "Fall is my lover"
3. "See how I came into town"
4. "Paus piano"
5. "New Messiah"
6. "Came a storm"
7. "Crickets"
8. "Oh oh!"
9. "This night I recall you"
10. "Outro"